# Mahdia
Mahdia (àrab: المهدية, al-Mahdiyya) és una ciutat de Tunísia, a la costa oriental, capital de la governació de Mahdia. El nom li va donar el califa fatimita al-Mahdí Ubayd-Al·lah (909-934).

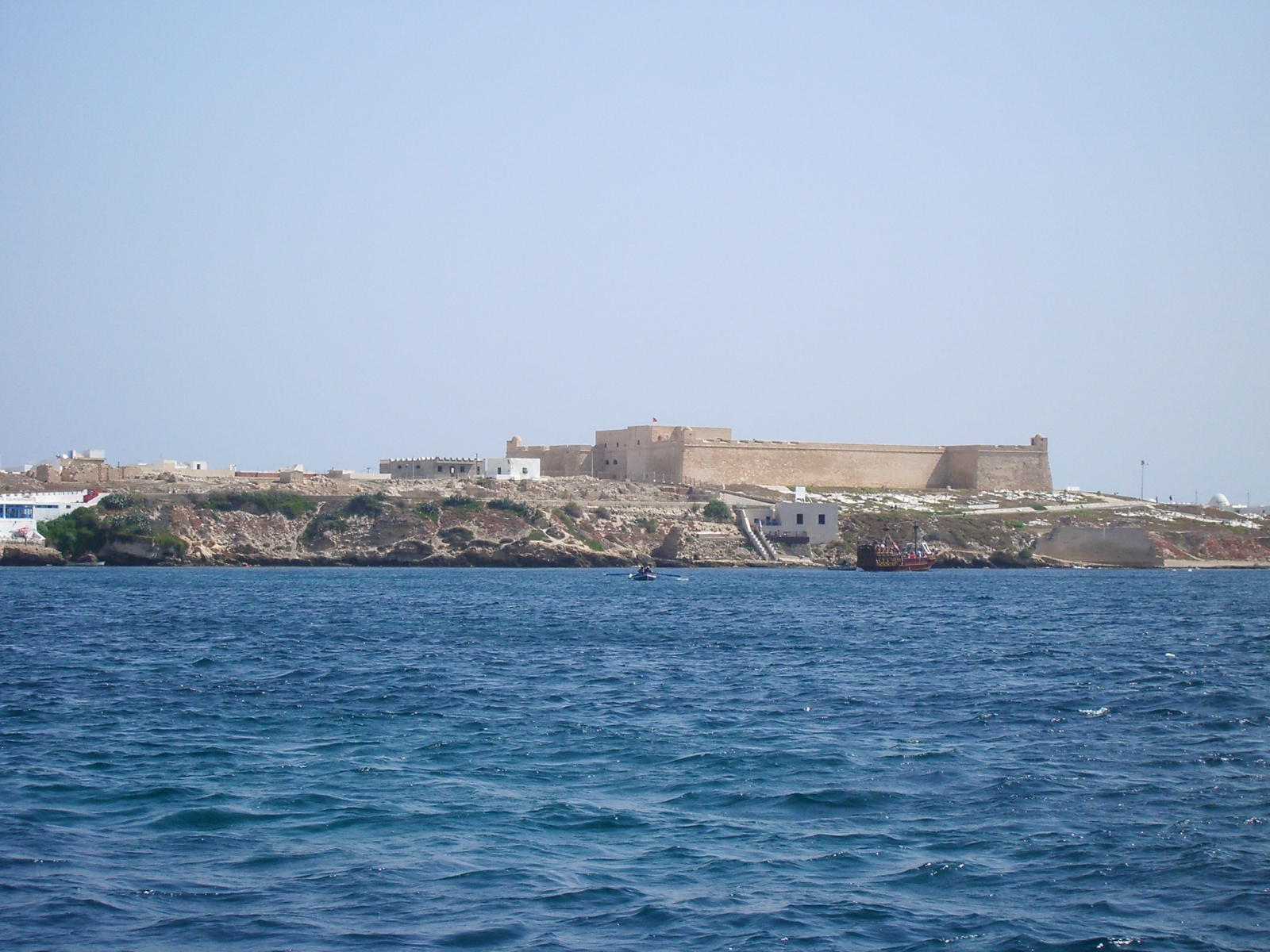
Port de Mahdia

El 1905 tenia 12.000 habitants, el 1946 eren 14.937, el 1956 18.494 i el 1966 21.788. La seva població al cens del 2004 era de 45.977 habitants. És capçalera d'una delegació amb 69.190 habitants.
Es troba al Ras Ifriqya, entre Bekalta i Salakta, en una zona amb jaciments arqueològics destacats i amb un gran desenvolupament turístic.

## Història

### Fundació i època fatimita
Els darrers aglàbides ja havien abandonat Kairuan per Tunis, millor situada; tanmateix al-Mahdí, el primer califa fatimita, va tenir una premonició i va buscar un nou lloc per a la seva capital. La ciutat fou construïda sobre una petita península (Ras Ifriqya), que s'enfonsa a la mar uns 1.400 metres, i amb accés només per un camí estret; per terra no es podia ocupar i per mar el califa disposava d'una bona marina heretada dels aglàbides.
Diversos texts indiquen que a la zona ja hi havia hagut un establiment púnic i després romà, que va portar el nom de Gummi i en àrab Jumma. L'elecció del lloc fou el 309 de l'hègira (912/913) i la inauguració de la ciutat el 8 de xawwal del 308 (20 de febrer del 921). Un mur de 175 metres barrava el pas cap a l'istme (amb una avantmuralla situada 40 metres abans) i els murs tenien una amplada de més de 8 metres. La porta era de ferro, ornada de lleons de bronze amb un vestíbul (anomenat Al-Sakifa al-Kahla, modernament transformat en Skifa kahla) de 33 metres de llarg per 5,10 d'ample. A la nova ciutat, hi havia dos palaus (un per al califa i un altre per al seu fill), edificis administratius, magatzems, pous i cisternes, un arsenal i una mesquita (restaurada als anys seixanta); el port interior era senzill però estava ben abrigat.
La ciutat no va ser mai poblada massivament, i la gent vivia al barri de Zawila (actualment Zouila), fora dels murs, barri que fou envoltat d'una rasa per al-Qàïm (934-946), fill i successor d'al-Mahdí. El 943 va esclatar la revolta del kharigita nukkarita Abu-Yazid an-Nukkarí, anomenat lhome de l'ase, que es va apoderar de Kairuan i va assetjar Mahdia (gener a octubre del 945) i només fou aturat per les muralles de la ciutat. La revolta fou finalment esclafada, però el nou califa, al-Mansur (946-953), va decidir marxar de la ciutat i fundar una nova seu a al-Mansuriya, a la vora de Kairuan (setembre del 948), just al lloc on havia obtingut la victòria final decisiva sobre lhome de l'ase. Els seus successors ja van residir al Caire.

### Època zírida i ocupació normanda
Quan es va produir la invasió dels Banu Hilal, Mahdia va recuperar la condició de capital. El zírida al-Muïzz ibn Badis s'hi va refugiar el 29 d'octubre del 1057. Era com un darrer refugi, i també tenia perill per mar: els pisans i genovesos la van atacar i ocupar el 1087, juntament amb Zawila. Les dues ciutats foren saquejades i cremades. El 1123 foren els normands qui la van atacar, però foren rebutjats. El 1134 va ser atacada per terra pels hammadites. Un tractat signat amb els normands de Sicília el 536 de l'hègira (1140/1141) imposà a la ciutat condicions molt dures, i finalment Roger II de Sicília la va ocupar el 22 de juny de 1148 i va liquidar la dinastia zírida.
El 30 de juliol de 1159 els normands foren assetjats a la ciutat, per terra i mar, per l'exèrcit almohade d'Abd-al-Mumin ibn Ali i finalment els normands van capitular el 21 de gener de 1160. Un governador almohade es va establir a la ciutat.

### Època almohade
Uns quaranta anys després, el governador Muhàmmad ibn Abd-al-Karim ar-Rajrají al-Kumí, tot i que era de la mateixa tribu que Abd-al-Mumin, es va aliar amb els mallorquins Banu Ghaniya i es va fer independent, supeditat nominalment al califa abbàssida an-Nàssir (1199-1213), amb el làqab d'al-Mutawàkkil ala-Al·lah. El califa la va recuperar el 1205 i en va restaurar les fortificacions. També es va restaurar la vila de Zawiya, que no s'havia repoblat des de l'incendi del 1057. Al nord-oest, al llarg del segle xiii, va sorgir la vila de Hiboun.

### Època hàfsida
Entre el 685 i el 686 de l'hègira (1286/1287), l'almirall català Roger de Llúria, per ordre del rei, va atacar diverses posicions de la costa de la moderna Tunísia i entre aquestes Mahdia. El 1318 s'hi va fer independent Abu-Darba ibn al-Lihyaní, però només es va sostenir fins al 1323. El 1338/1339 (739 de l'hègira), va caure en mans d'Ibn Abd-al-Ghaffar, però el 1360 tornava a estar en mans dels hàfsides, que estaven restaurant les fortificacions per ordre del ministre Ibn Tafragin.
El 20 de juliol de 1390 fou atacada pels genovesos amb suport de cavallers francesos i anglesos, dirigits per Lluís II de Borbó, en un atac massiu que va durar fins al 20 de setembre de 1390. La ciutat va resistir l'atac, però va haver de pagar un tribut per obtenir l'aixecament del setge.

### Època otomana
Carles V la va atacar el 1509 però no se'n va apoderar. Una vegada amb els hàfsides sota la seva protecció (1535), es va establir a la ciutat una guarnició (1539), però el 1540 va caure en mans del pirata Dragut. Al cap d'uns mesos en fou expulsat, però la va recuperar tot seguit i s'hi va mantenir fins al 8 de setembre de 1550, quan fou ocupada per l'almirall genovès al servei de Carles V, Andreu Doria. El 1554, abans de ser abandonada, fou desmantellada, i va quedar seguidament en mans dels otomans. L'aportació ètnica d'aquests es va fer notar, així com la dels moriscos andalusins. El 60% de la població de Mahdia el 1970 era descendent dels koiloughlis (les guarnicions otomanes), que és la proporció més alta del país, i amb efectes visibles sobre els costums i els noms i cognoms.
El 1689 va patir una epidèmia de pesta; el 1740 fou evacuada i durament castigada per Alí Paixà, per castigar la ciutat per la seva fidelitat al seu oncle. El 1848 hi havia prou cristians per a crear una parròquia. El 1858 va patir una epidèmia de còlera que hi va fer estralls. Durant la revolta de 1864, els camperols de la zona van saquejar la ciutat (25 d'abril de 1864). L'expedició dita de Zarruk i les exigències dels creditors van arruïnar la ciutat.

### Protectorat francès i independència de Tunísia

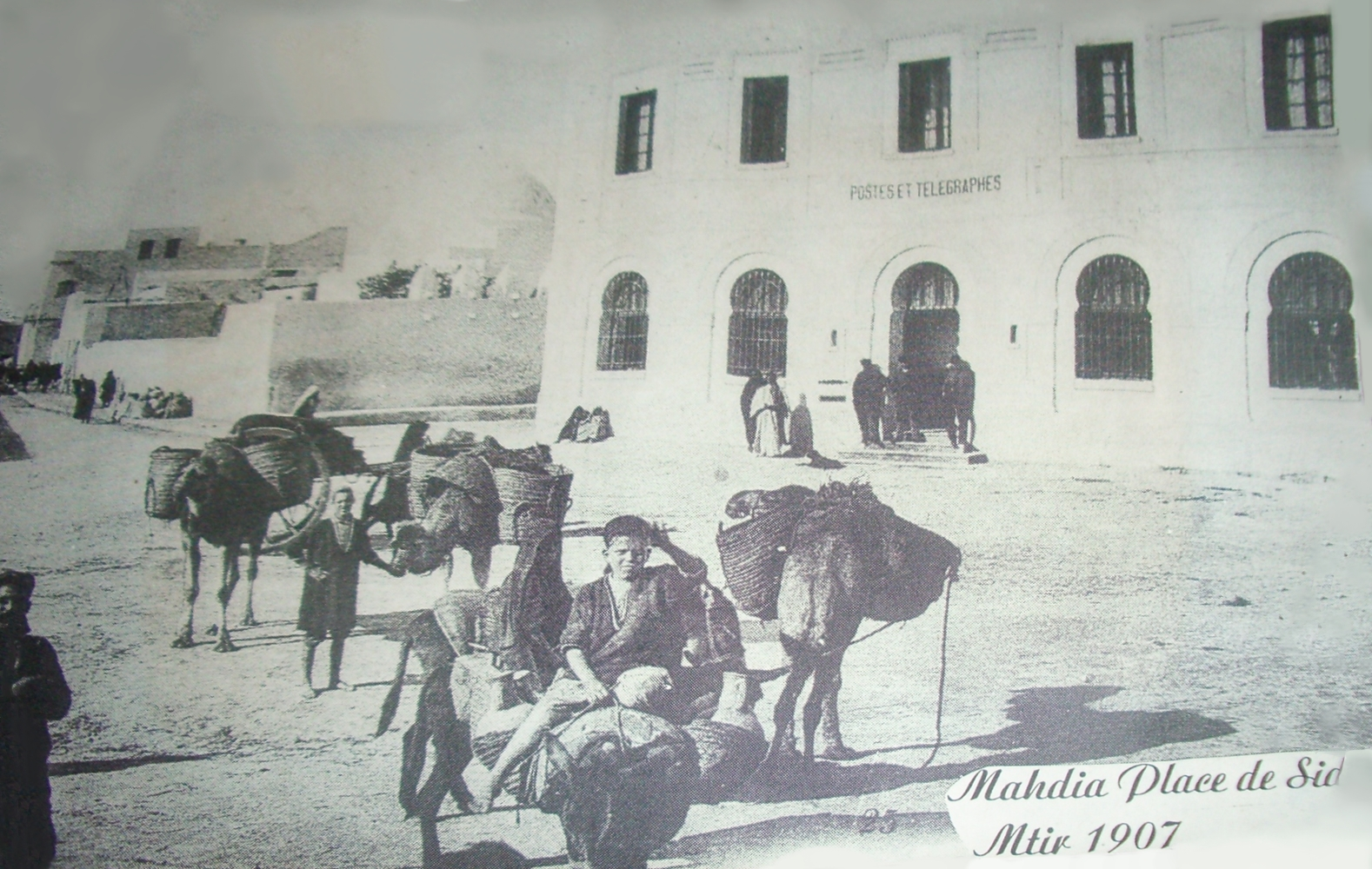
Mahdia, 1907

El 1881 es va establir el protectorat francès i el 1885 fou declarada capital d'un caidat (districte). La municipalitat es va crear per decret el 21 de gener del 1887. El 6 d'agost de 1920 en una manifestació contra la carestia de la vida es van produir saquejos; el 21 de març de 1925, la ciutat va obeir la consigna de vaga general llançada a tot el país pel Destour; del 18 al 20 d'abril de 1933 hi va haver fortes manifestacions convocades pel Destour en protesta per l'enterrament en cementiris musulmans de tunisians amb nacionalitat francesa; encara era una ciutat petita quan va arribar la independència. El seu desenvolupament, a partir dels anys 1970, va aconsellar erigir la governació de Mahdia, separada de Sussa i Sfax, de la qual va esdevenir capital el 9 de març de 1974

## Economia
La seva economia estava i està basada en l'oleïcultura i la pesca (sobretot de sardina i peix blau; el port és el primer port pesquer del país), a la qual s'ha afegit el turisme cada vegada més important.
Al segles xviii i xix, hi va haver plantacions de cotó però al segle xx ja havien desaparegut. No fou fins als anys setanta del segle xx quan va començar el desenvolupament, accentuat més tard.
El barri de Hiboun va esdevenir zona turística, condició que es va anar eixamplant a tota la ciutat. Cada divendres es fa mercat a la ciutat vella. Avui dia tota la zona costanera està plena d'hotels. Les platges són d'arena blana i fina, i l'aigua és de color turquesa, però fa molt de vent, cosa que li resta atractiu en comparació amb altres platges més al nord.

## Administració
És el centre de la delegació o mutamadiyya homònima, amb codi geogràfic 33 51 (ISO 3166-2:TN-12), dividida en catorze sectors o imades:
- Mahdia (33 51 51)
- Zouila (33 51 52)
- Zouila Sud (33 51 53)
- Rejiche (33 51 54)
- Réjiche Sud (33 51 55)
- Chiba (33 51 56)
- Es-Sâad (33 51 57)
- Jaouaouda (33 51 58)
- Ez-Zahra (33 51 59)
- Zegana (33 51 60)
- Hiboun (33 51 61)
- Er-Remal (33 51 62)
- El Hekaima Est (33 51 63)
- El Helaima Ouest (33 51 64)

Al mateix temps, forma una municipalitat o baladiyya (codi geogràfic 33 11), dividida en tres circumscripcions o dàïres:
- Mahdia Medina (33 11 11)
- Hiboun (33 11 12)
- Ez-Zahra (33 11 13)

## Agermanaments
Mahdia està agermanada amb Saint-Nazaire (França), el Caire (Egipte), San Pandetto del Toro (Itàlia) i Aviro (Portugal).

## Personatges cèlebres
Personatges famosos de la ciutat són els poetes Abu-Amr Uthman al-Qaysí (conegut com Ibn Urayba), mort el 1260, i Ibn as-Simat, mort el 1291, i el teòleg sufí Qutb ad-Dhamaní, mort el 1224, que fou deixeble d'Abu-Màdyan.

## Llocs d'interès
- Skifa Kahla o Bab Zouila (‘Porta Obscura’ o ‘Porta de Zawila’).
- Cementiri marí.
- Fortalesa otomana de Bordj el Kebir.
- Portes de Mahdia.
- La gran mesquita de Mahdia.
- Museu de Mahdia.

La galera anomenada «galera de Mahdia», trobada al mar a prop de la ciutat, és avui al Museu del Bardo.

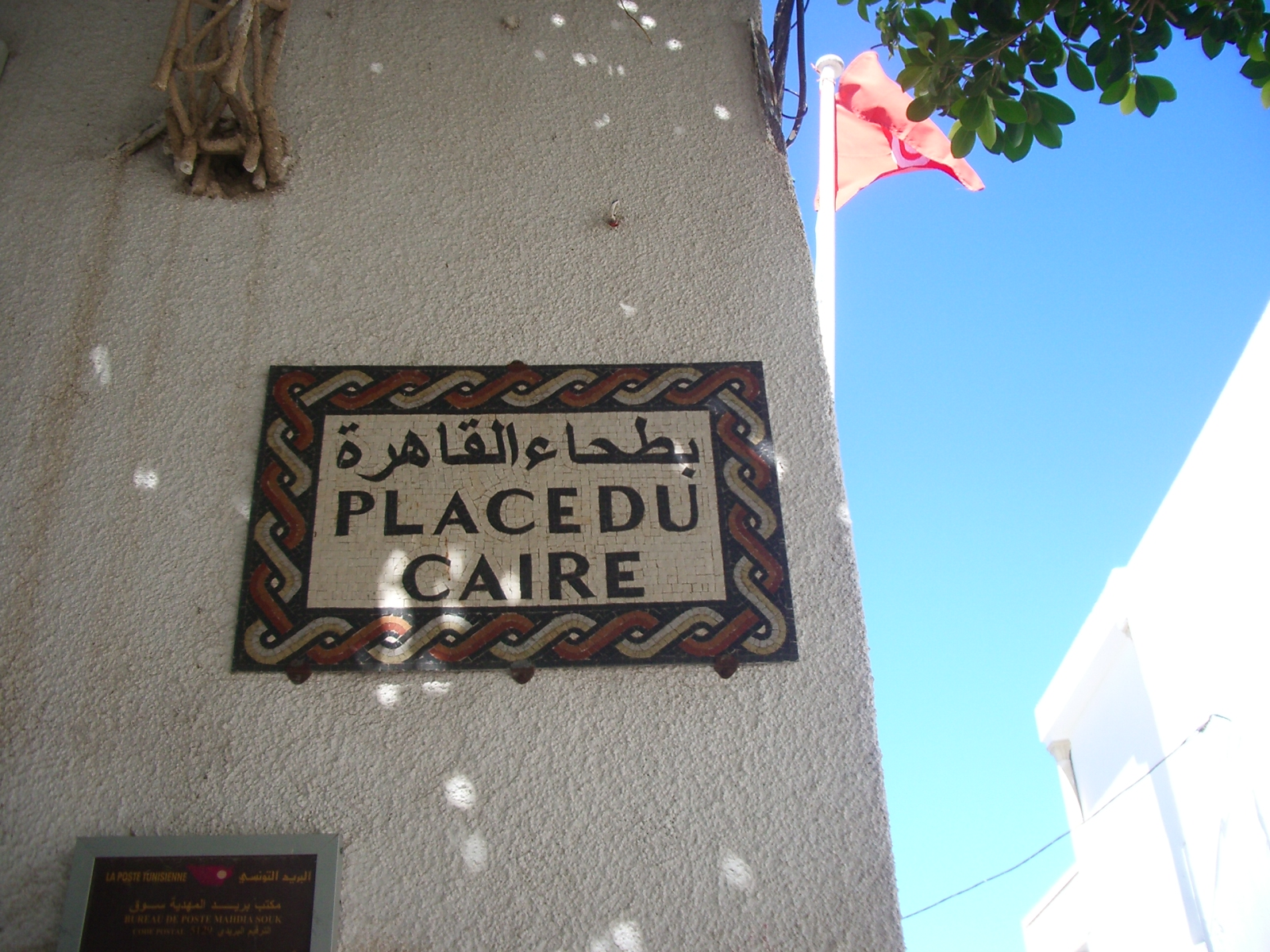
Plaça del Caire, centre de la ciutat vella
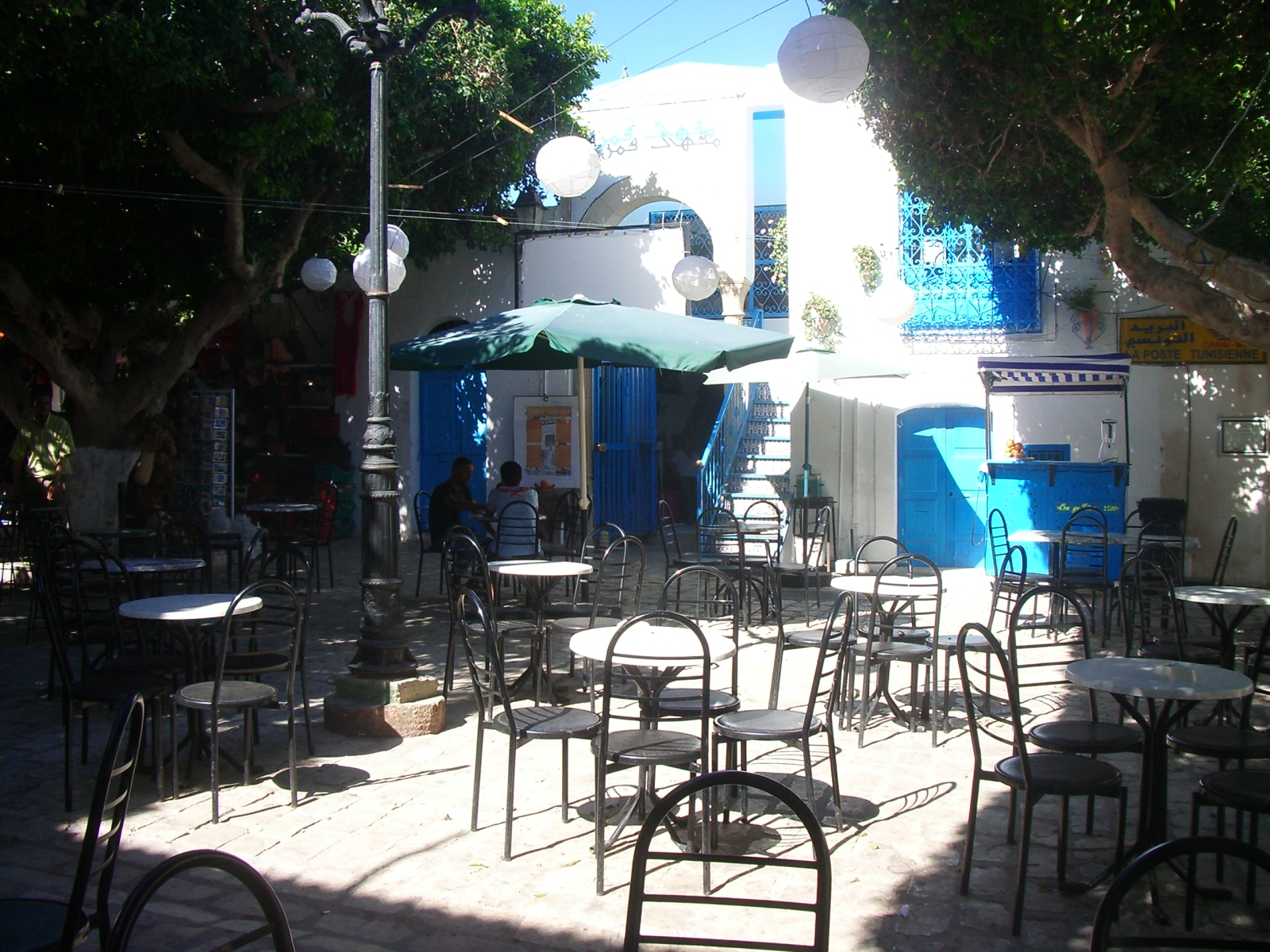
Plaça del Caire, centre de la ciutat vella
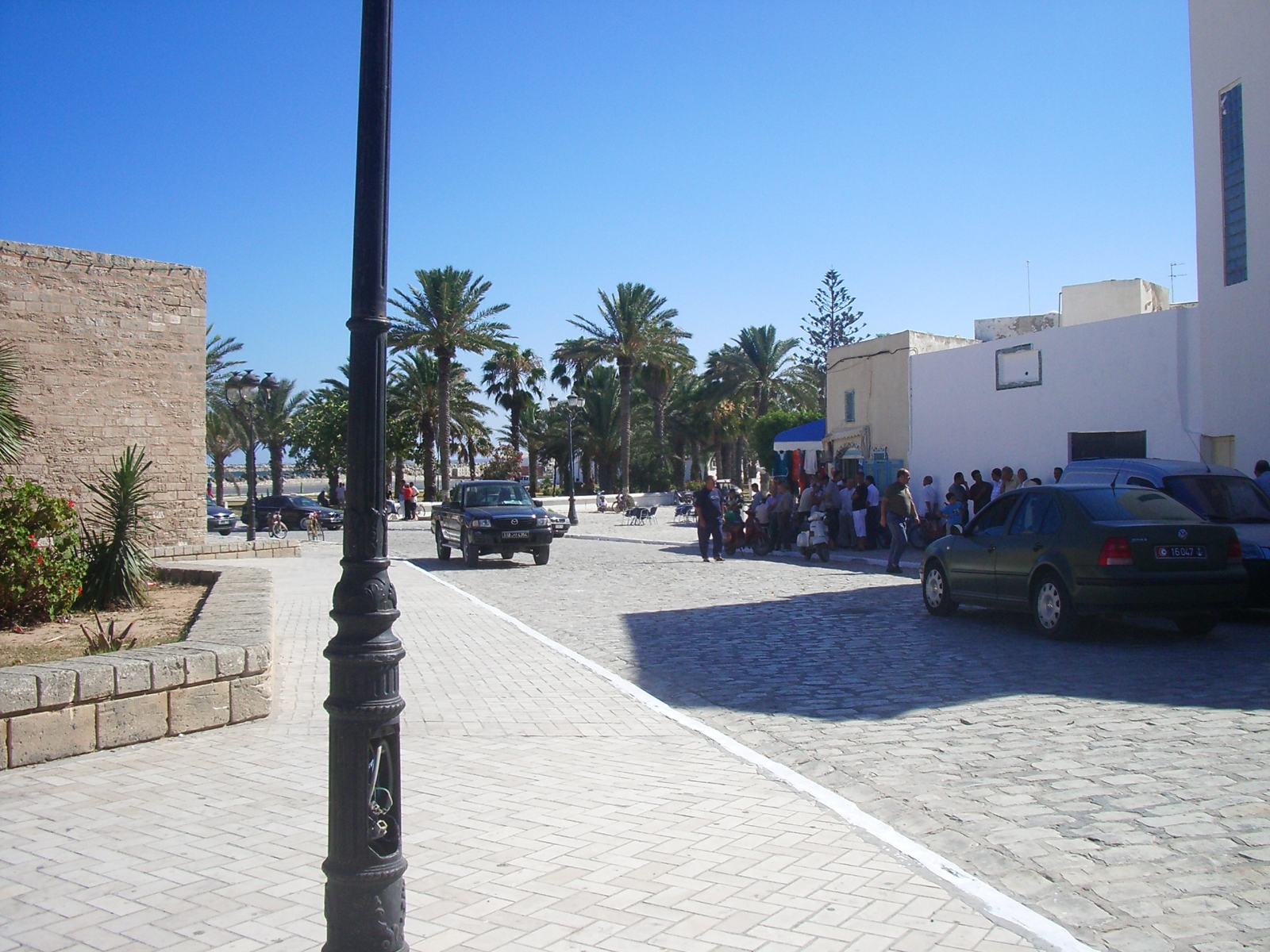
Rodalies de la gran mesquita
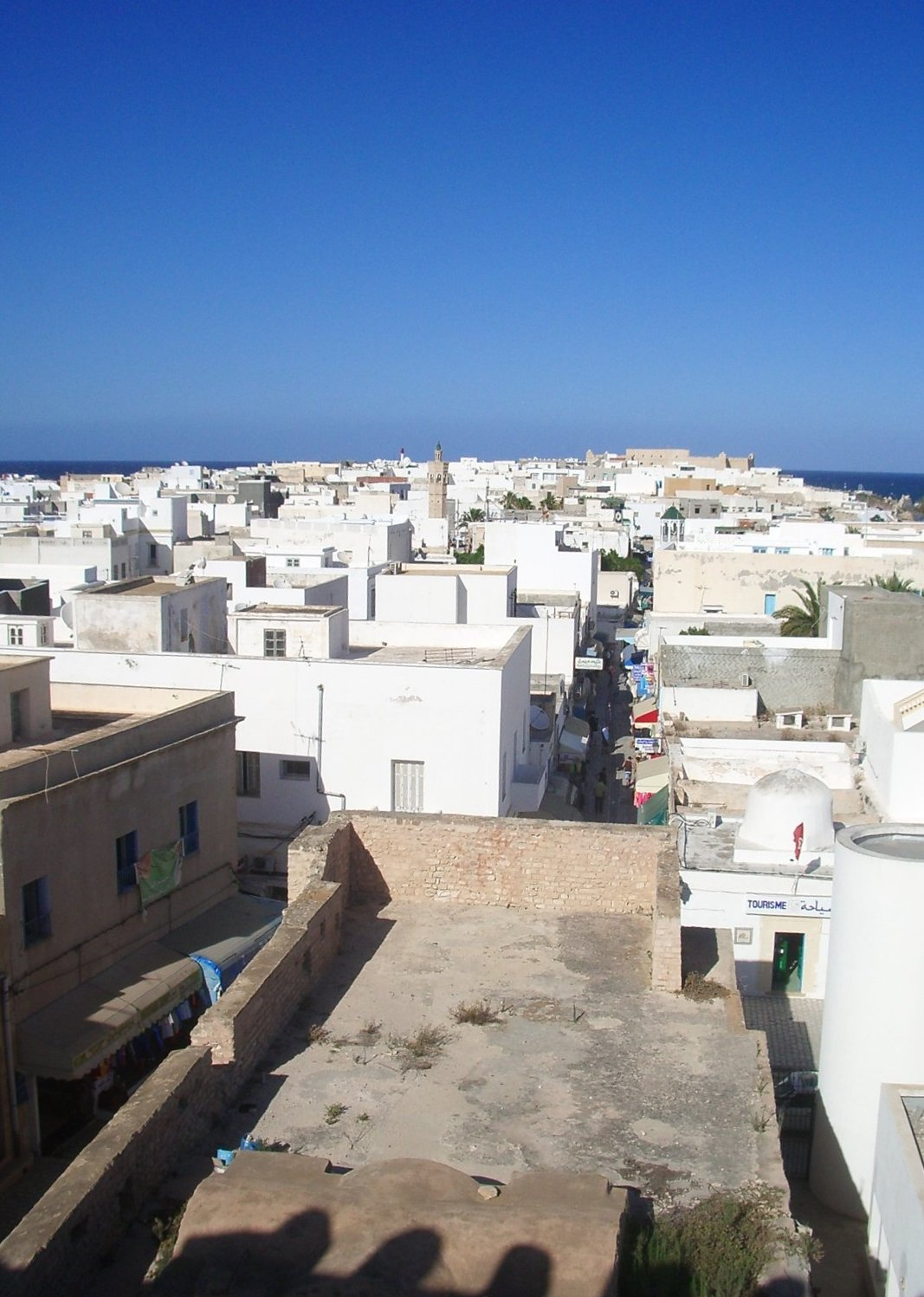
Vista de la ciutat des de la torre Obscura
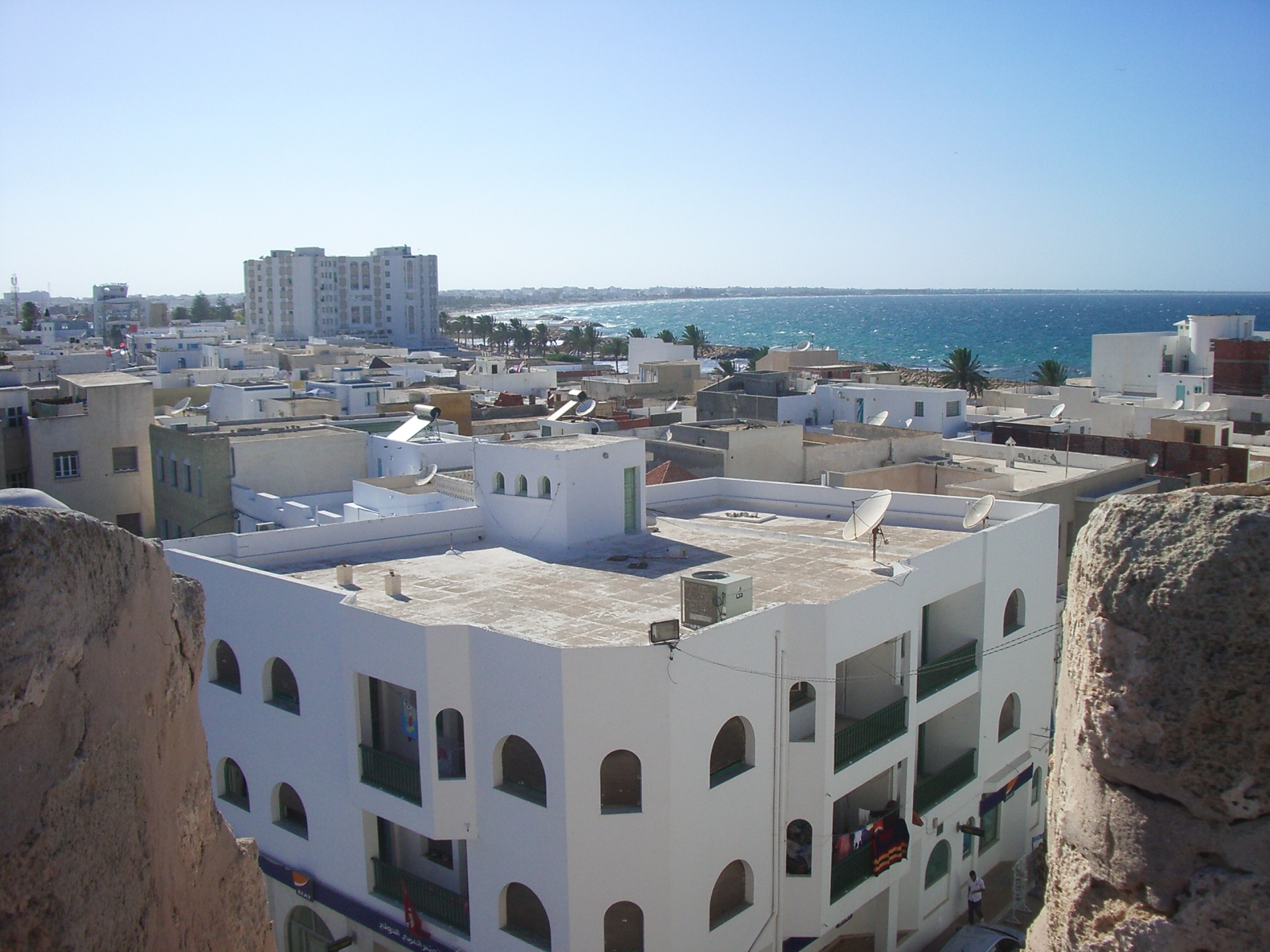
Vista de la ciutat des de la torre Obscura
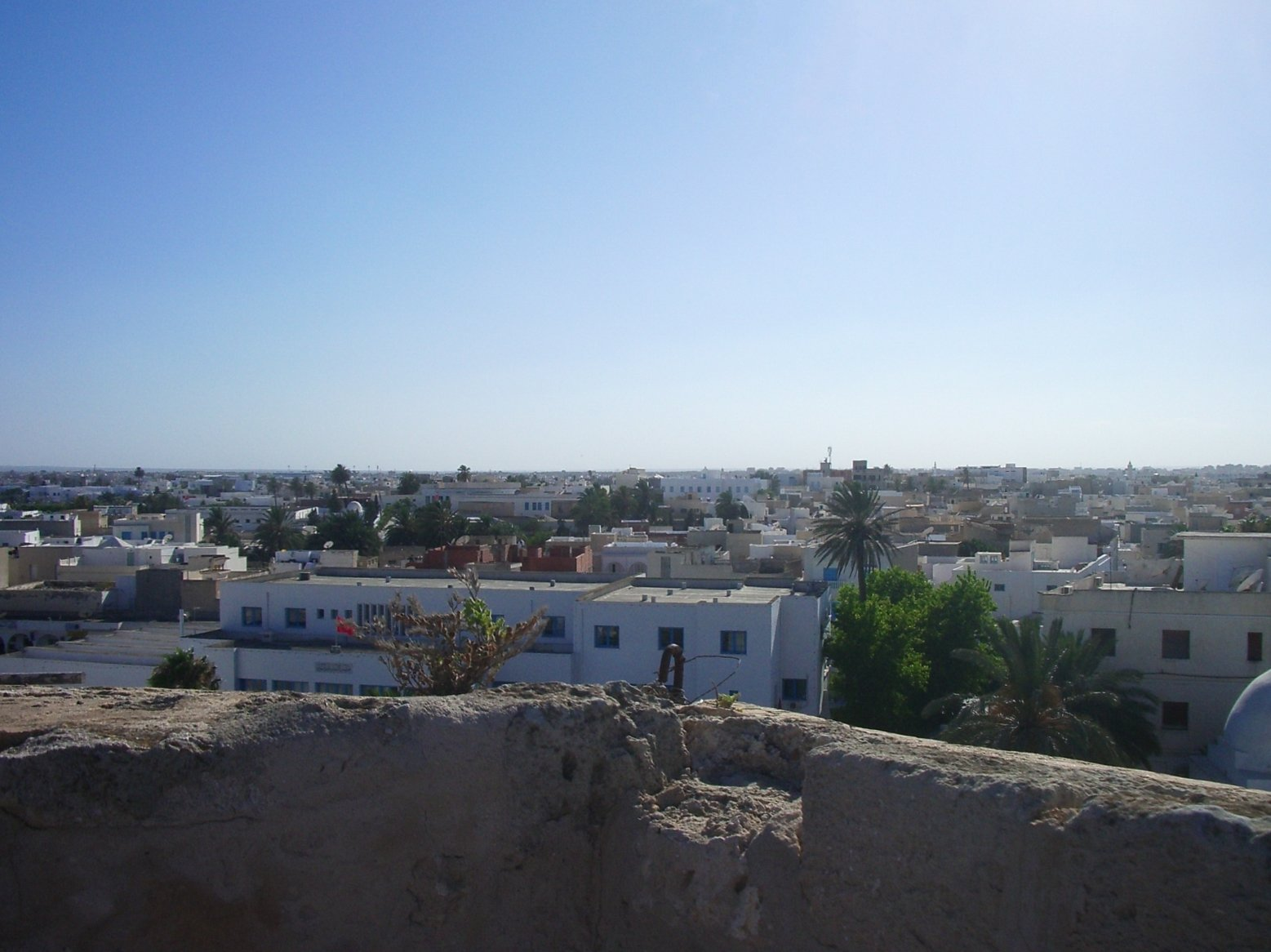
Vista de la ciutat des de la torre Obscura
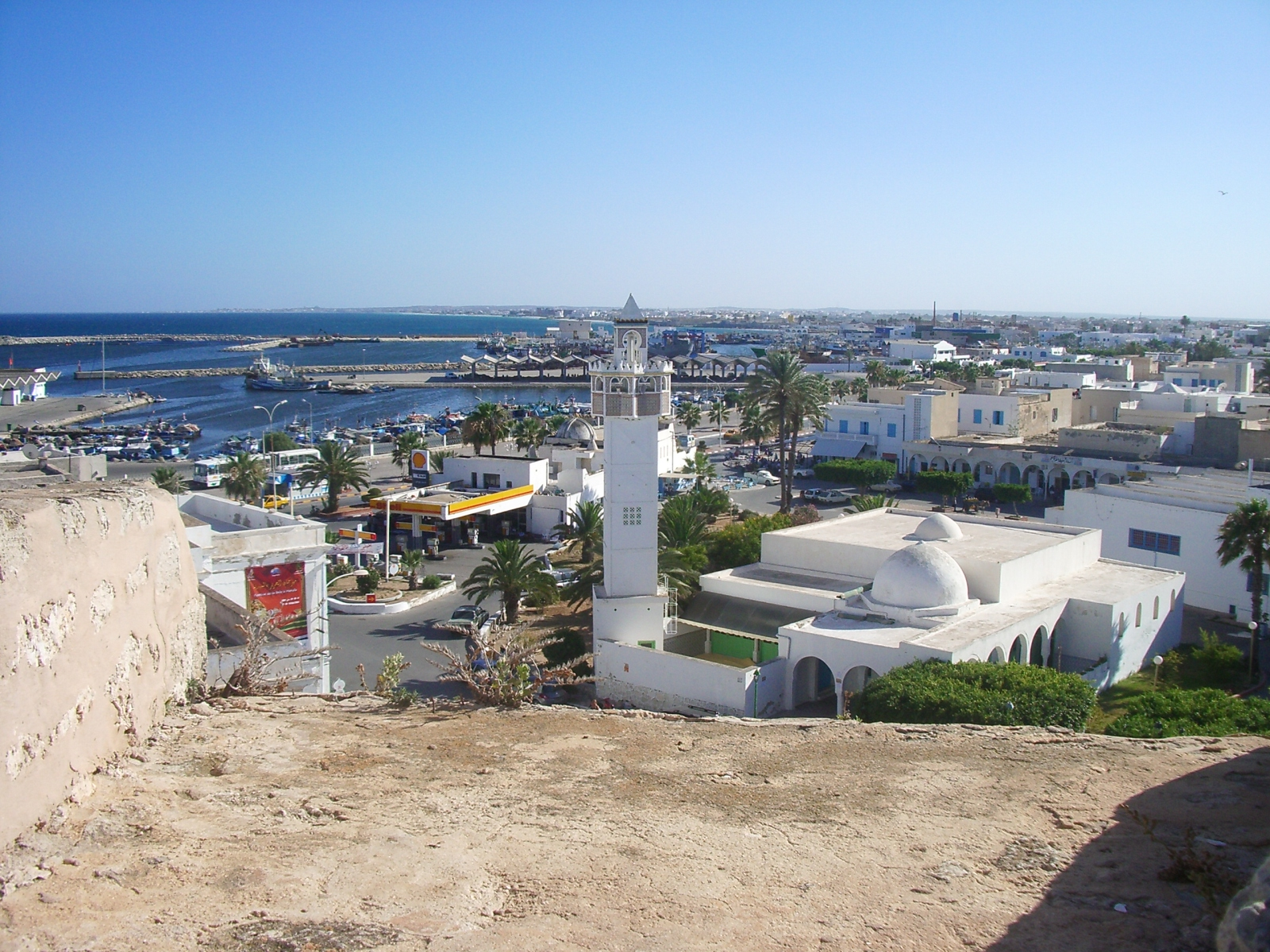
Vista de la ciutat des de la torre Obscura
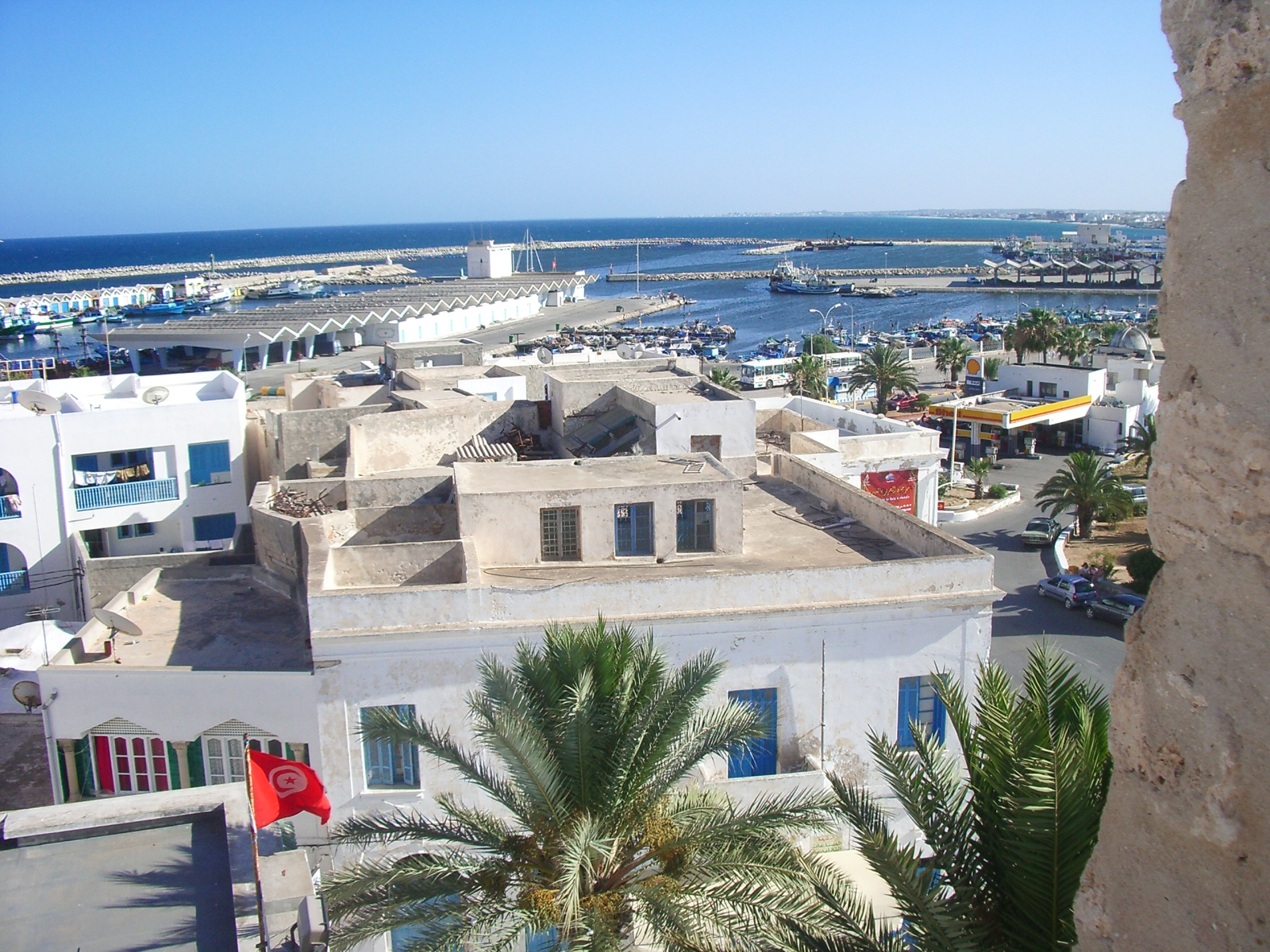
Vista de la ciutat des de la torre Obscura